# Caio Fernando Abreu
Caio Fernando Loureiro de Abreu (Santiago, 12 de setembro de 1948 — Porto Alegre, 25 de fevereiro de 1996) foi um jornalista, dramaturgo e escritor brasileiro, vencedor de três prêmios Jabuti e vários outros prêmios da literatura e do teatro.
Apontado como um dos expoentes de sua geração, a obra de Caio Fernando Abreu, escrita num estilo econômico e bem pessoal, fala de sexo, de medo, de morte e, principalmente, de angustiante solidão. Apresenta uma visão dramática do mundo moderno e é considerado um "fotógrafo da fragmentação contemporânea".

## Biografia

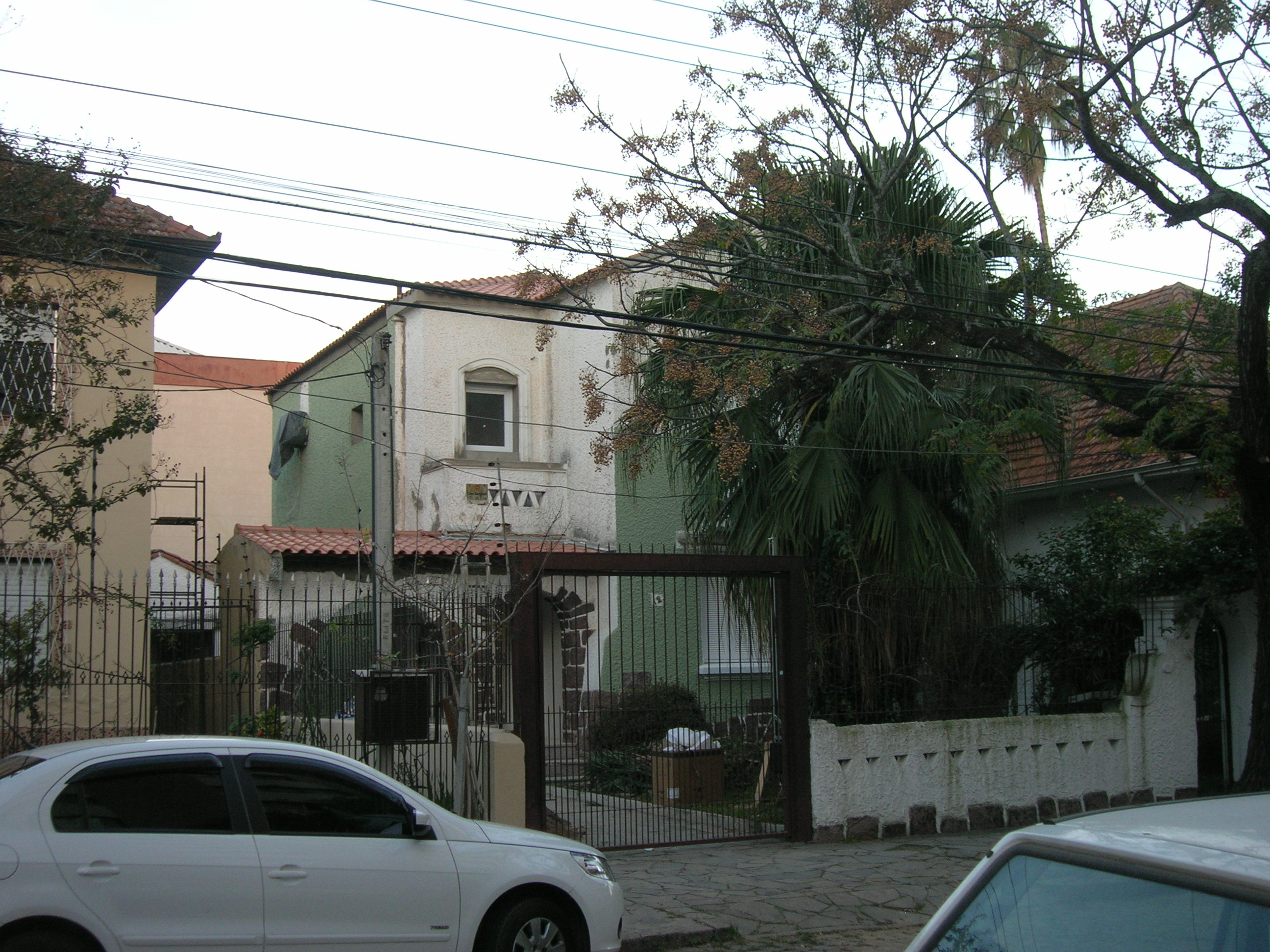
Demolida em junho de 2022, a casa onde Caio Fernando Abreu viveu seus últimos anos de vida, no bairro Menino Deus de Porto Alegre; apesar da mobilização popular contra a destruição da casa.

Nascido em 12 de setembro de 1948, em Santiago (Rio Grande do Sul), Caio Fernando Loureiro de Abreu foi o primogênito dos quatro filhos de Zaél Menezes Abreu e Nair Loureiro de Abreu.
Ainda na adolescência, escreveu o conto "Maldição de Saint-Marie" (posteriormente incluído na obra Ovelhas Negras), dedicado à amiga Ilone Madalena Dri Almeida, que lhe acompanharia durante toda a vida. O conto ainda serviu de base anos depois para a peça A maldição do Vale Negro, pela qual ganharia o Prêmio Molière, junto do ator, diretor e dramaturgo Luiz Artur Nunes.
Caio Fernando Abreu estudou letras e artes cênicas na Universidade Federal do Rio Grande do Sul (UFRGS), onde foi colega de João Gilberto Noll. No entanto, ele abandonou ambos os cursos para trabalhar como jornalista de revistas de entretenimento, tais como Nova, Manchete, Veja e Pop, além de colaborar com os jornais Correio do Povo, Zero Hora, Folha de S.Paulo e O Estado de S. Paulo.
Em 1968, perseguido pelo Departamento de Ordem Política e Social (DOPS), Caio refugiou-se no sítio de uma amiga, a escritora Hilda Hilst, em Campinas, São Paulo. No início da década de 1970, ele se exilou por um ano na Europa, morando, respectivamente, na Espanha, na Suécia, nos Países Baixos, na Inglaterra e na França.
Em 1974, Caio Fernando Abreu retornou a Porto Alegre. Em 1983, mudou-se para o Rio de Janeiro e, em 1985, para São Paulo. A convite da Casa dos Escritores Estrangeiros, ele voltou à França em 1994, regressando ao Brasil no mesmo ano, quando assume publicamente ser portador de HIV, nas crônicas "Cartas Para Além dos Muros", publicadas no Estadão. Abreu era declaradamente homossexual em plena época da ditadura militar no Brasil.
Um ano depois, Caio Fernando Abreu voltou a viver novamente com seus pais, tempo durante o qual se dedicaria à jardinagem, cuidando de roseiras. Morreu em 25 de fevereiro de 1996, no Hospital Moinho de Vento em Porto Alegre, no mesmo dia que Mário de Andrade. Seus restos mortais jazem no Cemitério São Miguel e Almas.
A residência onde Caio Fernando morou até a sua morte foi demolida na penúltima semana de junho de 2022, apesar da mobilização popular contra a destruição do imóvel. Tal casa ficava no número 12 da Rua Doutor Oscar Bittencourt, no bairro Menino Deus de Porto Alegre.
Objetos que pertenceram ao escritor foram guardados no Espaço de Documentação e Memória Cultural da Pontifícia Universidade Católica do Rio Grande do Sul PUC-RS. Tal coleção inclui manuscritos, recortes de jornais, originais de livros e outros documentos.

## Obra

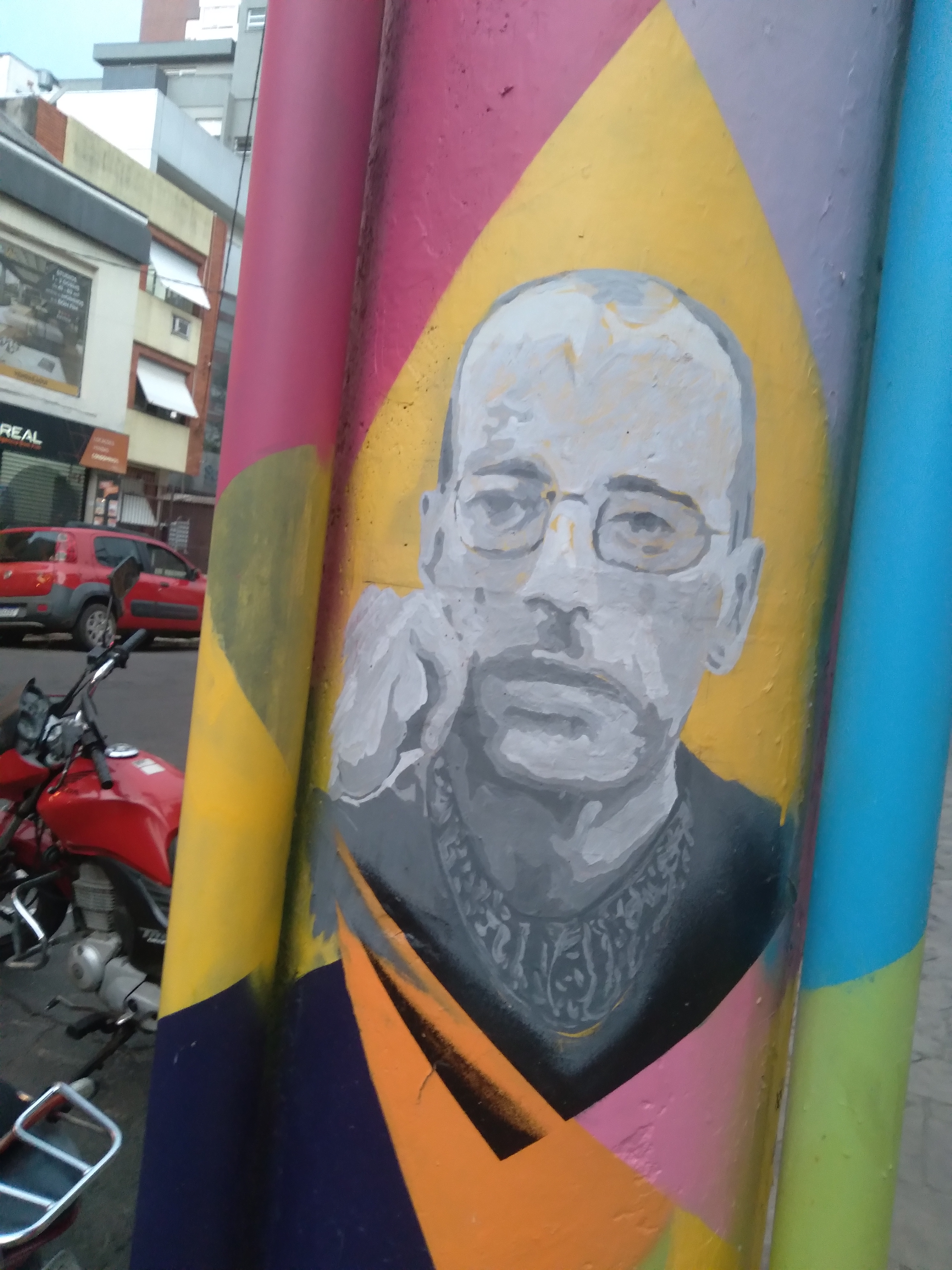
Pintura de Caio F. em poste, parte do projeto "Rua dos Escritores", no bairro Bom Fim.

Seu primeiro romance, Limite Branco (1970), já possui as marcas que iriam acompanhar sua trajetória literária: a angústia diante do devir e a morte como certeza no final da jornada. Segundo sua perspectiva literária, a vida deve ser buscada continuamente.
Caio Fernando Abreu viveu intensamente a época da ditadura, em suas obras literárias, o autor buscava inspiração em momentos importantes de sua vida, fazia uma releitura rápida, porém despercebida de seu modo de pensar, a maioria de suas criações e personagens retratavam um modo cinzento e triste de viver, na busca inquietante pela felicidade.
Em 2018, a editora Companhia das Letras reuniu no livro "Contos Completos" todos os contos de Caio Fernando Abreu. O volume abarca seis títulos — Inventário do ir-remediável (1970), O ovo apunhalado (1975), Pedras de Calcutá (1977), Morangos mofados (1982), Os dragões não conhecem o paraíso (1988) e Ovelhas negras (1995) —, além de dez contos avulsos, sendo três deles inéditos em livro.

## Prêmios
- Prêmio Jabuti de Literatura, 1996, categoria Contos / Crônicas / Novelas - livro "Ovelhas Negras"[7]
- Prêmio APCA (Associação Paulista de Críticos de Arte), 1991, Melhor Romance do Ano - livro "Onde Andará Dulce Veiga?"[8]
- Prêmio Molière, 1989 - melodrama "A maldição do Vale Negro" (em conjunto com Luiz Artur Nunes)[8]
- Prêmio Jabuti de Literatura, 1989, categoria Contos / Crônicas / Novelas - livro "Os Dragões não Conhecem o Paraíso"[9]
- Prêmio Jabuti de Literatura, 1984, categoria Contos / Crônicas / Novelas - livro "O Triângulo das Águas"[10]
- Revista IstoÉ, 1982, Melhor Livro - "Morangos Mofados"[11]
- Prêmio Status da Literatura, 1980 - conto "Sargento Garcia"[8]
- Prêmio Leitura do Senatran, 1975 - peça "Pode ser que seja só o leiteiro lá fora"[8]
- Prêmio Nacional de Ficção, 1973, menção honrosa - livro "O ovo apunhalado"[8]
- Prêmio do Instituto Estadual do Livro, 1972 - conto "Vista"[8]
- Prêmio Fernando Chinaglia da União Brasileira de Escritores, 1969 - livro "Inventário do irremediável"[8]
- Prêmio José Lins do Rego, 1968, menção honrosa - conto "Três tempos mortos"[8]